# فرهاد رهبر
فرهاد رهبر (زادهٔ ۱۴ مهر ۱۳۳۸) اقتصاددان و سیاستمدار ایرانی است که استاد و عضو هیئت علمی دانشکده اقتصاد دانشگاه تهران و همچنین عضو پیوسته فرهنگستان علوم می‌باشد. وی از سال ۱۴۰۰ تا ۱۴۰۳ به‌عنوان دستیار اقتصادی رئیس‌جمهور ایران در دولت سیزدهم فعالیت می‌کرد.
رهبر رئیس پیشین دانشگاه آزاد اسلامی نیز بوده است. او در دولت یازدهم نایب رئیسی شورای راهبردی نظام مالیاتی ایران را بر عهده داشت. وی همچنین مشاور اقتصادی و دبیر کارگروه اقتصادی آستان قدس رضوی است.

## زندگی
او در دولت اکبر هاشمی رفسنجانی از سال ۱۳۶۸ تا ۱۳۷۳ به مدت حدود پنج سال عهده‌دار سمت مدیرکل مرکز بررسی‌های استراتژیک نهاد ریاست‌جمهوری بود. سپس در دولت سید محمد خاتمی به سمت معاونت اقتصادی وزارت اطلاعات منصوب شد. با روی کار آمدن دولت احمدی‌نژاد ابتدا ریاست سازمان مدیریت و برنامه‌ریزی را بر عهده گرفت و سپس حدود شش سال ریاست دانشگاه تهران را بر عهده داشت. محمود احمدی‌نژاد، رئیس‌جمهور وقت ایران در تاریخ ۲۸ اسفند ۱۳۹۱ شمسی در نامه‌ای به کامران دانشجو وزیر وقت علوم، خواستار برکناری فرهاد رهبر شد. احمدی‌نژاد او را متهم کرد که در اداره دانشگاه تهران رویکردی «سیاست‌زده، غیر علمی و احیاناً امنیتی» داشته است.
یکی از اقدامات جنجال‌برانگیز وی در دانشگاه تهران ایجاد گیت‌های امنیتی و مطرح کردن احتمال تعیین یونیفرم برای دانشجویان دانشگاه بود.
در نهایت چند ماه پس از روی کار آمدن دولت حسن روحانی، رضا فرجی دانا، وزیر وقت علوم، تحقیقات و فناوری، فرهاد رهبر را در بهمن ۱۳۹۲ شمسی از ریاست دانشگاه تهران برکنار کرد و محمدحسین امید را جایگزین او نمود.
سپس در ۱۸ فروردین ۱۳۹۳ شمسی، وی با حکمی از علی طیب نیا، وزیر اقتصاد دولت یازدهم به عنوان عضو و نایب رئیس شورای راهبردی نظام مالیاتی کشور منصوب شد.
در ۲۵ تیر ۱۳۹۶ شمسی، هیئت امنای دانشگاه آزاد وی را به عنوان رئیس پیشنهادی دانشگاه آزاد به شورای عالی انقلاب فرهنگی معرفی کرد. در اول مرداد ۱۳۹۶ شمسی، جلسه کمیته انتخاب رؤسای دانشگاه‌ها در شورای عالی انقلاب فرهنگی برگزار شد و فرهاد رهبر با تأیید شورای عالی انقلاب فرهنگی، به عنوان رئیس قطعی دانشگاه آزاد اسلامی منصوب شد، اما تنها یک سال در این سمت ماند.
در اسفند سال ۱۳۹۶، درحالی‌که کمتر از ۷ ماه از انتصاب فرهاد رهبر به ریاست دانشگاه آزاد می‌گذشت، زمزمه‌هایی در خصوص اختلافات شدید بین فرهاد رهبر و علی‌اکبر ولایتی، رئیس هیئت مؤسس دانشگاه آزاد، شکل گرفت. ولایتی در این زمان، با رد شایعات، تأکید کرد: «همکاری نزدیکی بین من و فرهاد رهبر وجود دارد.» اما ۶ ماه بعد، در جلسه اضطراری هیئت امنای دانشگاه آزاد اسلامی، فرهاد رهبر برکنار و محمدمهدی طهرانچی به عنوان سرپرست دانشگاه، جایگزین او شد. رهبر در جلسه معارفه طهرانچی شرکت نکرد. بدین ترتیب فرهاد رهبر با ۱ سال و ۱ ماه و ۳ روز ریاست دانشگاه آزاد اسلامی، کوتاهترین دوره ریاست رسمی دانشگاه آزاد را در کارنامه خود ثبت کرد.

## سابقهٔ کاری
- جهاد سازندگی (۵۹–۵۸)
- بنیاد مسکن انقلاب اسلامی (۶۲–۵۹)
- وزارت بازرگانی (۶۳–۶۲)
- کارشناس اقتصادی نخست‌وزیری (۶۸–۶۳)
- مدیرکل مرکز بررسی‌های استراتژیک نهاد ریاست‌جمهوری (۱۳۶۸ تا ۱۳۷۳)
- عضو هیئت علمی دانشگاه تهران (۱۳۷۳-اکنون)
- معاون اطلاعات اقتصادی وزارت اطلاعات (از ۱۳۷۸ تا ۱۳۸۱)
- رئیس سازمان مدیریت و برنامه‌ریزی (از ۱۳۸۴ تا آبان ۱۳۸۵)
- رئیس دانشگاه تهران (از بهمن ۱۳۸۶ تا بهمن ۱۳۹۲)
- نایب رئیس شورای راهبردی نظام مالیاتی کشور (از فروردین ۱۳۹۳ تاکنون)
- مشاور اقتصادی سید ابراهیم رئیسی در آستان قدس رضوی
- ریاست دانشگاه آزاد اسلامی (از ۲۵ تیر ۱۳۹۶ تا ۲۸ مرداد ۱۳۹۷)